# Ebrahim Hatamikia
Ebrahim Hatamikia (en farsi ابراهیم حاتمی کیا Teherán, 23 de septiembre de 1961) es un director, guionista y editor de cine iraní con una carrera que inició a mediados de la década de 1980.

## Biografía
Ebrahim Hatamikia, conocido internacionalmente por su papel en el cine iraní en los años 1990, nació el 23 de septiembre de 1961 en Teherán, hijo de un padre persa y de una madre azerbaiyana. Ingresó en la universidad para cursar estudios de bellas artes, donde empezó a escribir guiones.
Comenzó su carrera como director con la película The Identity en 1986 y más adelante realizó algunos cortometrajes y documentales sobre la guerra entre Irak e Irán. Sus películas son consideradas como piezas claves que abordan la guerra y los problemas que la rodean. Sus obras han sido admiradas con frecuencia en los festivales nacionales de cine. In the Name of the Father y The Glass Agency le hicieron merecedor de los premios al mejor guion y al mejor director en las 16º y 24º ediciones del Festival Internacional de Cine de Fajr, respectivamente. Sus obras recientes también han sido proyectadas en pantallas internacionales: The Glass Agency en Berlín y The Red Ribbon en San Sebastián.

## Filmografía
- Be vaght-e shaam (Hora en Damasco) 2018[4]
- Bodyguard 2016[5]
- Chamran 2014[6]
- Gozaresh-e Yek Jashn (Reporte de una celebración) 2011
- Davat (Invitación) 2008
- Be Name Pedar (En el nombre del padre) 2006
- Be Range Arghavan (El color púrpura) 2004
- Ertefae Past (Bajas alturas) 2002
- Moje Mordeh (Wave ha muerto) 2001
- Rooban-e Ghermez (La cinta roja) 1999
- Ajans-e Shisheh-i (La agencia de cristal) 1998
- Borj-e Minoo (La torre de Minoo) 1996
- Booy-e Pirahan-e Yusef (El aroma del abrigo de José) 1995
- Khakestar-e Sabz (Cenizas verdes) 1994
- Az Karkheh ta Rhein (De Karkheh a Rhine) 1993
- Vasle Nikan (Contacte a los justos) 1991
- Deedeh-Ban (El guardián) 1990
- Mohajer (El inmigrante) 1990
- Hoviyat (Identidad) 1986

### Series de televisión
- Halghe-ye Sabz (Aro verde) 2007
- Khake Sorkh (Ocre) 2002

## Premios y reconocimientos

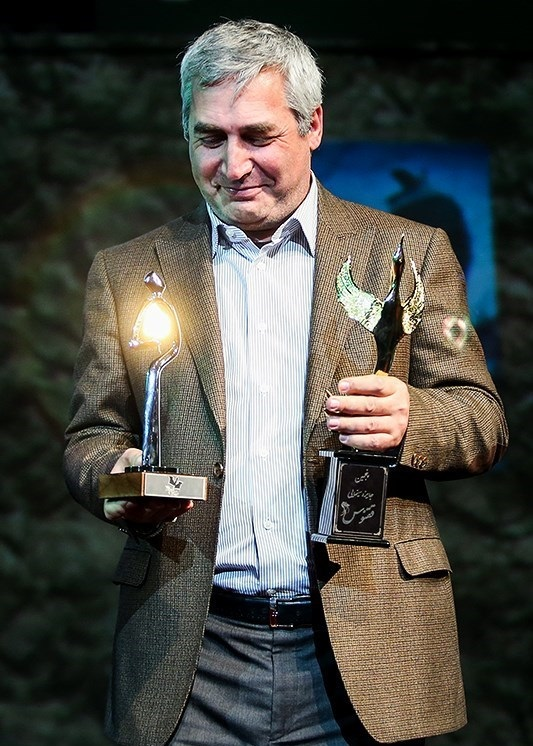
Hatamikia recibiendo un premio Ghoghnos en la categoría de mejor director

- Ganador del Crystal Simorgh al mejor director en el Festival de Cine de Fajr (2018)
- Ganador del premio a mejor director en el Festival de Cine Independiente de Viena (2017)
- Nominado al Crystal Simorgh a mejor película en el Festival de Cine de Fajr (2014)
- Nominado al Crystal Simorgh al mejor director en el Festival de Cine de Fajr (2014)
- Ganador del Crystal Simorgh al mejor director en el Festival de Cine de Fajr (2010)
- Ganador del Crystal Simorgh a mejor película en el Festival de Cine de Fajr (2010)
- Diploma de Honor por mejor guion en el Festival de Cine de Fajr (2006)
- Ganador del Crystal Simorgh a mejor película asiática en el Festival de Cine de Fajr (2006)
- Ganador del Crystal Simorgh a mejor película en el Festival de Cine de Fajr (2006)
- Nominado al Golden Shell en el Festival de Cine de San Sebastián (1999)
- Ganador del Crystal Simorgh a mejor director en el Festival de Cine de Fajr (1998)
- Ganador del Crystal Simorgh a mejor película en el Festival de Cine de Fajr (1998)
- Ganador del Crystal Simorgh a mejor película en el Festival de Cine de Fajr (1993)
- Ganador del Crystal Simorgh a mejor película en el Festival de Cine de Fajr (1990)